# Градско купатило у Мостару
Градско купатило у Мостару или Градска бања у Мостару  било је прво купатило те врсте на Балкану, подигнуто 1914. године. Као службено градско купатило имало је за циљ да задовољи хигијенске потребе нараслог и структурно промењеног грађанства Мостара у време владавине Аустроугарске монархије Босном и Херцеговином. Купатило је осим за хигијенске потребе служило за спорт и рекреацију грађана. Од 2016. године  купатило користе пливачи клубова Орка и Вележ који су под управом Спортског савеза Града Мостара и Мостарско позориште младих које користи просторије у приземљу купатила.

## Историја
Крајем османске власти над Босном и Херцеговином Мостар је имао два јавна купатила (хамама). Зачетник идеје о градњи трећег јавног купатила (у то време највећег и најлепшег објекта ове врсте на Балкану)  био је тадашњи мостарски градоначелник Мујага Комадина, који је на ову идеју дошао након што је био одушевљен купатилом које је видео у Будимпешти у мају 1911. године. Након реализације његове идеја три године касније он је на свечаном отварању новоизграђеног купатила у Мостару 3. јуна 1914. године, у пригодном говору којим се обратио грађанима...
...кратко и народски - јасно рекао: Народе, ево Бане (Бање) за оне који имају пара - бујрум. За оне који немају - ено му Неретве!

## Архитектура
На већини грађевинских документа  налази се потпис Рудолфа Тениеса и печат његовог предузећа. На појединим  нацртима је потпис  Мирослава Лоосе (у то време запосленог на функцији управитеља мостарскога Водовода),  који је био активан на пољу пројектовања различитих новоградњи и преправки раније саграђених објеката у Мостару и читавој Херцеговини. Из докумената може се закључити да је Лоосе пратио и надзирао извођење радова, али сумње у самостално пројектовање остају отворене па се у литератури примарно Тениес наводи као пројектант.
Купатило је пројектовано је у духу сецесије уз знатно кориштење декоративних елемената из исламске архитектуре и уметности.
Концепт расподеле унутрашњих простора ослања се на локалну традицију градње турских бања. У унутрашњости се испреплићу мотиви различитога порекла. Решења бачвастих сводова у централној дворани са базеном асоцирају на архитектуру античких терми, мада форма куполе мође бити мотив  у вези с оријенталном инспирацијом. На појединим детаљима декорације унутрашњости купатила уочавају се и утицаји сецесије.
На фасади доминира оријентална декорација уз сецесијске елементе. Улазни портал уоквирен је класичним коринтским стубовима, који уместо база имају лавове на постаментима, а носе надстрешницу украшену флоралним мотивима.  Специфични су и детаљи на димњаку који су у форми минарета.
Утицај савремене архитектуре на купатилу уочавају се у просторној организацији, функционалној употреби и примени савремених материјала.